# 梳雀鯛
梳雀鯛，為鱸形目鱸亞目擬雀鯛科的其中一種，分布於西印度洋紅海海域，深度52-55公尺，體長可達3.4公分，為熱帶海水魚，棲息在珊瑚礁區，生活習性不明。

## 擴展閱讀
維基物種上的相關：梳雀鯛